# Scott Redding
Pour les articles homonymes, voir Redding.
Scott Redding, né le 4 janvier 1993 à Quedgeley, est un pilote de vitesse moto britannique. En 2018, il dispute le championnat du monde dans la catégorie MotoGP au guidon d'une Aprilia RS-GP.

## Biographie
Scott Redding est rentré dans l'histoire lors de sa première saison en championnat du monde en 2008 en remportant le grand prix de Grande-Bretagne, devenant ainsi le plus jeune vainqueur d'un grand prix de tous les temps, à seulement 15 ans et 170 jours.
Le précèdent record appartenait à l'italien Marco Melandri.
Pour la saison 2009, Scott dispose d'une Aprilia d'usine au sein du Team Blusens.
Pour la saison 2010, Scott Redding passe dans la nouvelle catégorie Moto2, avec l'équipe belge Marc VDS Racing. Il est le plus jeune pilote engagé dans cette catégorie (17 ans et 3 mois) et devient également lors du Grand Prix des États-Unis à Indianapolis, le plus jeune pilote à monter sur le podium en Moto2 à 17 ans et 7 mois.
Le 5 septembre 2010, lors du grand prix de Saint-Marin, il est impliqué dans un grave accident qui coûta la vie au pilote japonais Shoya Tomizawa.
En 2013, il termine 2e du Grand Prix du Qatar et gagne son premier Grand Prix Moto 2 au Mans, avant de récidiver deux semaines plus tard, en Italie.
Redding a longuement mené le championnat, mais à la suite d'une chute en Australie, il se cassa le poignet et était forfait pour la course. Son plus grand rival pour le titre Pol Espargaro remporte la course et s'empare de la tête du championnat. Redding était déterminé à courir au grand prix suivant, à Motegi, pour empêcher le sacre d'Espargaro, mais une chute collective au premier tour mit fin à ses espoirs ; Redding était absent au second départ. Espargaro a de nouveau gagné le Grand Prix, et il a par la même occasion décroché le titre de champion du monde Moto 2. Il termina donc second du championnat.
En 2014, il intègre la catégorie MotoGP sur une Honda Open chez Fausto Gresini aux côtés d'Alvaro Bautista.
En 2015, il pilote la Honda RC213V du team Estrella Galicia 0,0 Marc VDS fraîchement débarqué en MotoGP, il réalise son 1er podium en catégorie reine lors du Grand Prix de San Marino, sur le circuit de Misano, où il termine 3ème.
En 2016, il signe chez Pramac Racing pour 2 ans, et pilote une Ducati Desmosedici GP15 puis GP16. Lors du Grand Prix des Pays Bas 2016 à Assen, il termine de nouveau sur la 3ème marche du podium, puis sur ce même circuit, en 2017, il réalise le meilleur tour en course.
Il est pilote officiel pour Aprilia Racing en 2018, au guidon de l'Aprilia RS-GP.
En 2019, il n'a plus de guidon en MotoGP. Il s'engage alors en British Superbike Championship et remporte le titre dès sa première saison,.

## Résultats

### Carrière en Grand Prix moto
(Mise à jour après le  Grand Prix moto d'Espagne 2018)
| Année | Cat.    | Équipe                        | Moto                    | Grand Prix | Victoires | Podiums | Poles | Meilleurs Tours | Points | Position |
| ----- | ------- | ----------------------------- | ----------------------- | ---------- | --------- | ------- | ----- | --------------- | ------ | -------- |
| 2008  | 125 cm3 | Team Blusens Aprilia          | Aprilia                 | 17         | 1         | 1       | -     | 2               | 105    | 11e      |
| 2009  | 125 cm3 | Team Blusens Aprilia          | Aprilia                 | 16         | -         | 1       | -     | -               | 50     | 15e      |
| 2010  | Moto2   | Marc VDS Racing Team          | Suter                   | 17         | -         | 2       | -     | 1               | 102    | 8e       |
| 2011  | Moto2   | Marc VDS Racing Team          | Suter                   | 17         | -         | -       | -     | -               | 63     | 15e      |
| 2012  | Moto2   | Marc VDS Racing Team          | Kalex                   | 17         | -         | 4       | -     | 1               | 161    | 5e       |
| 2013  | Moto2   | Marc VDS Racing Team          | Kalex                   | 17         | 3         | 7       | 3     | 1               | 225    | 2e       |
| 2014  | MotoGP  | GO&FUN Honda Gresini          | Honda RCV1000R          | 18         | 0         | 0       | 0     | 0               | 81     | 12e      |
| 2015  | MotoGP  | Estrella Galicia 0,0 Marc VDS | Honda RC213V            | 18         | 0         | 1       | 0     | 0               | 84     | 13e      |
| 2016  | MotoGP  | Octo Pramac Racing            | Ducati Desmosedici GP15 | 18         | 0         | 1       | 0     | 0               | 74     | 15e      |
| 2017  | MotoGP  | Octo Pramac Racing            | Ducati Desmosedici GP16 | 18         | 0         | 0       | 0     | 1               | 64     | 14e      |
| 2018  | MotoGP  | Aprilia Racing Team Gresini   | Aprilia RS-GP           | 4          | 0         | 0       | 0     | 0               | 5      | 21e      |
| Total |         |                               |                         | 175        | 4         | 18      | 3     | 5               | 1018.5 |          |

- *Saison en cours

### Par catégorie
(Mise à jour après le  Grand Prix moto d'Espagne 2018)
| Catégorie | Saisons   | 1er Grand Prix | 1er podium | 1re victoire | Course | Victoire | Podiums | Pole | Meilleurs Tours | Points | Titre |
| --------- | --------- | -------------- | ---------- | ------------ | ------ | -------- | ------- | ---- | --------------- | ------ | ----- |
| 125 cm3   | 2008–2009 | QAT 2008       | GBR 2008   | GBR 2008     | 33     | 1        | 2       | 0    | 2               | 155,5  |       |
| Moto2     | 2010–2013 | QAT 2010       | IND 2010   | FRA 2013     | 67     | 3        | 14      | 3    | 2               | 555    |       |
| MotoGP    | 2014–2018 | QAT 2014       | RSM 2015   |              | 76     | 0        | 2       | 0    | 1               | 308    |       |
| Total     | 11        |                |            |              | 175    | 4        | 18      | 3    | 5               | 1018,5 |       |

### Résultats détaillés
| Année | Cat.    | Moto    | 1      | 2       | 3      | 4       | 5       | 6       | 7       | 8       | 9       | 10      | 11      | 12      | 13     | 14      | 15      | 16      | 17     | 18      | 19     | Classement | Points |
| ----- | ------- | ------- | ------ | ------- | ------ | ------- | ------- | ------- | ------- | ------- | ------- | ------- | ------- | ------- | ------ | ------- | ------- | ------- | ------ | ------- | ------ | ---------- | ------ |
| 2008  | 125 cm3 | Aprilia | QAT 5  | SPA 7   | POR 21 | CHN Ab. | FRA Ab. | ITA 14  | CAT 6   | GBR 1   | NED Ab. | GER 8   | CZE 11  | RSM Ab. | IND 4  | JPN 8   | AUS 10  | MAL Ab. | VAL 8  |         |        | 11e        | 105    |
| 2009  | 125 cm3 | Aprilia | QAT 13 | JPN Ab. | SPA 4  | FRA Ab. | ITA 7   | CAT 11  | NED Ab. | GER Ab. | GBR 3   | CZE 15  | IND Ab. | RSM Ab. | POR 16 | AUS 11  | MAL Ab. | VAL Ab. |        |         |        | 15e        | 50,5   |
| 2010  | Moto2   | Suter   | QAT 23 | SPA 16  | FRA 11 | ITA 21  | GBR 4   | NED 11  | CAT Ab. | GER Ab. | CZE 22  | IND 3   | RSM Ab. | ARA 8   | JPN 5  | MAL Ab. | AUS 2   | POR 4   | VAL 5  |         |        | 8e         | 102    |
| 2011  | Moto2   | Suter   | QAT 31 | SPA 23  | POR 25 | FRA 16  | CAT 11  | GBR 5   | NED 24  | ITA 27  | GER 7   | CZE 26  | IND 5   | RSM 5   | ARA 15 | JPN 20  | AUS 7   | MAL 10  | VAL 30 |         |        | 15e        | 63     |
| 2012  | Moto2   | Kalex   | QAT 6  | SPA 4   | POR 11 | FRA 3   | CAT 10  | GBR 2   | NED 3   | GER Ab. | ITA 6   | IND 6   | CZE Ab. | RSM 7   | ARA 3  | JPN 4   | MAL 11  | AUS 3   | VAL 22 |         |        | 5e         | 165    |
| 2013  | Moto2   | Kalex   | QAT 2  | AME 5   | ESP 2  | FRA 1   | ITA 1   | CAT 4   | NED 2   | ALL 7   | IND 3   | CZE 8   | GBR 1   | RSM 6   | ARA 4  | MAL 7   | AUS DNS | JPN Ab. | VAL 15 |         |        | 2e         | 225    |
| 2014  | MotoGP  | Honda   | QAT 7  | AME Ab. | ARG 14 | SPA 13  | FRA 12  | ITA 13  | CAT 13  | NED 12  | GER 11  | IND 9   | CZE 11  | GBR 10  | RSM 13 | ARA 10  | JPN 16  | AUS 7   | MAL 10 | VAL 10  |        | 12e        | 81     |
| 2015  | MotoGP  | Honda   | QAT 13 | AME Ab. | ARG 9  | ESP 13  | FRA Ab. | ITA 11  | CAT 7   | P-B 13  | GER Ab. | IND 13  | CZE 12  | GBR 6   | RSM 3  | ARA 12  | JPN 10  | AUS 11  | MAL 11 | VAL 15  |        | 13e        | 84     |
| 2016  | MotoGP  | Ducati  | QAT 10 | ARG Ab. | AME 6  | SPA 19  | FRA Ab. | ITA Ab. | CAT 16  | NED 3   | GER 4   | AUT 8   | CZE 15  | GBR 17  | RSM 15 | ARA 19  | JPN 9   | AUS 7   | MAL 15 | VAL 14  |        | 15e        | 74     |
| 2017  | MotoGP  | Ducati  | QAT 7  | ARG 8   | AME 12 | SPA 11  | FRA Ab. | ITA 12  | CAT 13  | NED Ab. | GER 20  | CZE 16  | AUT 12  | GBR 8   | RSM 7  | ARA 14  | JPN 16  | AUS 11  | MAL 13 | VAL Ab. |        | 14e        | 64     |
| 2018  | MotoGP  | Aprilia | QAT 20 | ARG 12  | AME 17 | SPA 15  | FRA Ab. | ITA Ab. | CAT 12  | NED 14  | GER 15  | CZE Ab. | AUT 20  | GBR C   | RSM 21 | ARA 16  | THA 16  | JPN 19  | AUS 13 | MAL 18  | VAL 11 | 21e        | 20     |

| Couleur | Résultat                     |
| ------- | ---------------------------- |
| Or      | Vainqueur                    |
| Argent  | 2e place                     |
| Bronze  | 3e place                     |
| Vert    | Terminé, dans les points     |
| Bleu    | Terminé, pas dans les points |
| Violet  | Abandon (Ab.) ou (Ret)       |
| Violet  | Non classé (NC)              |
| Rouge   | Pas qualifié (DNQ)           |
| Noir    | Disqualifié (DSQ)            |
| Blanc   | Pas au départ (DNS)          |
| Blanc   | Forfait (WD)                 |
| Blanc   | N'a pas participé (DNP)      |
| Blanc   | Blessé (INJ)                 |
| Blanc   | Exclu (EX)                   |
| Blanc   | Course annulée (C)           |

Système d’attribution des points
| Position | 1er | 2e | 3e | 4e | 5e | 6e | 7e | 8e | 9e | 10e | 11e | 12e | 13e | 14e | 15e |
| Points   | 25  | 20 | 16 | 13 | 11 | 10 | 9  | 8  | 7  | 6   | 5   | 4   | 3   | 2   | 1   |

## Palmarès

### Victoires en125cm3: 1
| Année | Lieu du Grand Prix                 | Circuit        | Ville            |
| ----- | ---------------------------------- | -------------- | ---------------- |
| 2008  | Grand Prix moto de Grande-Bretagne | Donington Park | Castle Donington |

### Victoires en Moto2: 3
| Année | Lieu du Grand Prix                 | Circuit                | Ville       |
| ----- | ---------------------------------- | ---------------------- | ----------- |
| 2013  | Grand Prix moto de France          | Circuit Bugatti        | Le Mans     |
| 2013  | Grand Prix moto d'Italie           | Circuit du Mugello     | Florence    |
| 2013  | Grand Prix moto de Grande-Bretagne | Circuit de Silverstone | Silverstone |